# Lipinki (gmina)
Lipinki – gmina wiejska w województwie małopolskim, w powiecie gorlickim. W latach 1975–1998 gmina położona była w województwie krośnieńskim.
Siedziba gminy to Lipinki. Wójtem gminy przez około 29 lat (do 2024) był Czesław Rakoczy. Obecnie wójtem gminy został wybrany Bogdan Czeluśniak.
Według danych z 31 grudnia 2006 gminę zamieszkiwały 6762 osoby.

## Struktura powierzchni
Według danych z roku 2002 gmina Lipinki ma obszar 66,16 km², w tym:
- użytki rolne: 63%
- użytki leśne: 31%

Gmina stanowi 6,84% powierzchni powiatu.

## Demografia

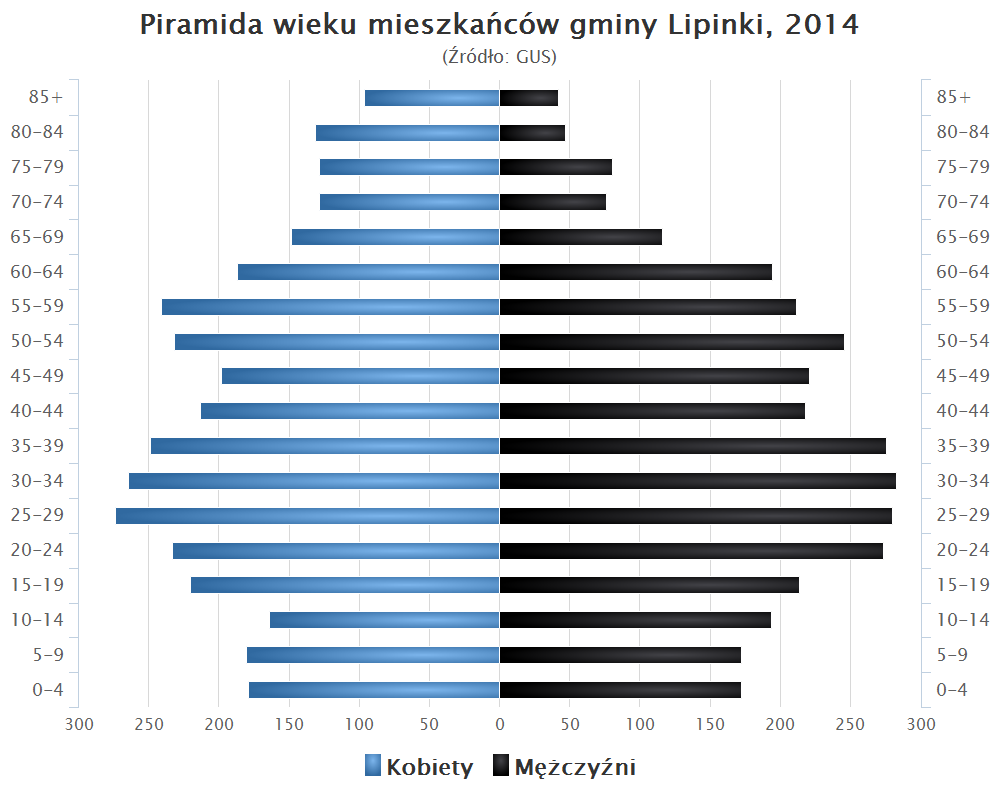
Piramida wieku mieszkańców gminy Lipinki w 2014 roku

Dane z 31 grudnia 2006:
| Opis                              | Ogółem | Ogółem | Kobiety | Kobiety | Mężczyźni | Mężczyźni |
| --------------------------------- | ------ | ------ | ------- | ------- | --------- | --------- |
| jednostka                         | osób   | %      | osób    | %       | osób      | %         |
| populacja                         | 6762   | 100    | 3446    | 51      | 3316      | 49        |
| gęstość zaludnienia (mieszk./km²) | 102,2  | 102,2  | 52,08   | 52,08   | 51,12     | 51,12     |

## Sołectwa
Bednarka (sołectwa: Bednarka-Centrum i Bednarskie), Kryg, Lipinki, Pagorzyna, Rozdziele, Wójtowa.

## Sąsiednie gminy
Biecz, Dębowiec, Gorlice, Jasło, Sękowa, Skołyszyn